# 李小牧
李小牧（日语：／ Ri Komaki；1960年8月27日—），日籍华人作家、政治人物，生於湖南長沙，因其暢銷書自传《歌舞伎町案内人》而聞名日本，現任日中韩文化交流协会会长。李小牧自1988年起开始在东京歌舞伎町做娛樂向導（案内人）。2018年11月在歌舞伎町举行的脱口秀上，李小牧希望日本人能称呼他的日文名（日语： Ri Komaki）而非中文名字。

## 生平
李小牧出生于湖南长沙，十几岁就进了湘潭市歌舞剧团，为专职的芭蕾舞演员。父亲早年是军人，后转业学习成为中学语文老师，母亲为一资本家私生子，故在解放前于重庆女子师范学习。与李父的婚姻为二婚。李父在文革中任长沙最大的造反派组织湘江风雷的负责人之一，李说，这也许是其前往日本后会从政的起源。
1982年，李小牧之父和湖南省文联合作创办湖南芙蓉文学院，他退团帮助父亲办学。李小牧随后到了深圳，做过演员、记者，进出口贸易。
李小牧前往深圳后在市场经济下如鱼得水，与女友住上了花园洋房；但一派出所所长觊觎李女友，并以权谋私将李进行了非法抓捕。1988年2月，李小牧与女友赴日勤工俭学，靠打零工和在歌舞伎町拉客交付学费。1993年3月在东京服装学院毕业，是该校毕业的第一个来自中国大陆的学生。毕业后李并未从事时装职业，只是向国内的时装杂志拍过一段时间的日本时装秀。李将重心放在了歌舞伎町拉客活动，即“案内人”。此后还在日本办过几份华侨报纸。
2002年，李小牧的自传《歌舞伎町案内人》（ISBN 978-4047914278）发行。
2007年，李小牧年纪渐长，心求稳定，故经一在日华侨保举贷款在东京都新宿区歌舞伎町一番街开设了湘菜饭店“湖南菜馆”，由中国厨师主理。
2009年的电影《新宿事件》中，他作为顾问参与到电影的制作中，而劇情原型是他在日本的经历。
2018年11月在歌舞伎町举行的脱口秀上，李小牧正式宣布他将挑战2019年日本地方选举
现在蜻蜓FM上开设个人讲座，已续约至第二季。长期为Newsweek日语版撰写专栏。于各种中日影剧中有过客串。

## 个人生活
李小牧共结过六次婚，前两位妻子是中国人，第三位是日本人，第四位是中国人並先后和她结婚三次。
他與第三位的日本太太生有一子，其為日本知名的童星日向滉一。与第四位太太也有一子，经李本人在2017年的凤凰卫视《锵锵三人行》節目中证实，已与现任妻子离婚，并净身出户。
2014年6月，李小牧在东京法务局正式递交日本国籍归化申请；2015年2月正式成为日本公民。

## 参与政治
2015年，李小牧在同年的日本地方選舉中获得日本民主党提名，首次参选东京都新宿区议员。
2019年、2023年地方选举中又以独立候选人身份参选新宿区议员，均宣告落选。2023年4月參選議員失敗后，李小牧加入日本维新会。

## 著作

### 个人著作
- 《歌舞伎町案内人》（2002年・角川書店） ISBN 4047914274
- 《新宿歌舞伎町アンダーワールドガイド》（2003年・日本文芸社） ISBN 4537251670
- 《歌舞伎町案内人365日》（2004年・朝日新聞社） ISBN 4022579676
- 《歌舞伎町の中国女》（2005年・バジリコ） ISBN 4901784625
- 《歌舞伎町の住人たち》（2005年・河出書房新社） ISBN 4309017282
- 《歌舞伎町案内人 II》（2005年・角川書店） ISBN 4047915122
- 《歌舞伎町案内人〈2〉バックストリートの掟》（2007年・角川書店） ISBN 404373302X
- 《歌舞伎町案内人の恋》（2009年・河出書房新社） ISBN 4309019099
- 《歌舞伎町より愛をこめて 路上から見た日本》（2009年・阪急コミュニケーションズ） ISBN 4484092468
- 《日本有病》（2011年，珠海出版社） ISBN 9787545305371

### 合作著作
- 《歌舞伎町事変1996〜2006》（写真：権徹・2006年・ワニマガジン社） ISBN 4898299814
- 《常識外日中論》（加藤嘉一合著・2011年・メディア総合研究所） ISBN 4944124457
- 《中国を変えた最強メディア 微博(ウェイボー)の衝撃》（蔡成平合著・2012年・阪急コミュニケーションズ） ISBN 4484122324